# آحاد هعام
آشِر زوی هیرش گینْزْبِرگ که بیشتر با نام عبری و تخلّص خود به آحاد هَعام (عبری: אַחַד הָעָם‎، ت.ت. 'یکی از مردم'، Genesis ۲۶:۱۰) شناخته می‌شود (۱۸ اوت ۱۸۵۶ – ۲ ژانویه ۱۹۲۷) روزنامه‌نگار، مقاله‌نویس و اندیشمند یهودی روسی و یکی از برجسته‌ترین اندیشمندان صهیونیستِ پیش از تأسیس دولت اسرائیل بود. هعام از مهم‌ترین نویسندگان و اندیشمندان ادبیات عبری اولیهٔ صهیونیسم بود و مکتبی از اندیشه‌های ملی‌گرایانهٔ یهودی پدیدآورد که به «صهیونیسم فرهنگی» یا «صهیونیسم روحی» شناخته می‌شود.او با ایدهٔ انجمن‌های «دوستداران صهیون» که خواستار مهاجرت یهودیان به فلسطین با هدف اسکان و استقرار بودند، مخالفت کرد و مقاله‌ای مهم با عنوان «این راهش نیست» در نقد این دیدگاه نوشت. او پس از چندین سفر به فلسطین، بیش از پیش بر دیدگاه اصلی‌اش تأکید کرد که احیای یهودیت تنها از طریق کار فرهنگی و پرورش و توسعهٔ صهیونیسم فرهنگی همراه با ارزش‌های اخلاقی و معنوی ممکن است. از دید او، تأسیس دولت یهودی باید پایان این مسیر باشد، نه آغاز آن؛ اسرائیل باید در نهایت به مرکزی فرهنگی و روحی تبدیل شود که یهودیت را با ارزش‌ها تغذیه کند و باعث حفظ وحدت و تداوم ملت یهود گردد، بی‌آنکه در پی گردآوردن همه یهودیان در یک نقطه باشد؛ چرا که این کار مانع ایفای نقش آنان در جوامع پراکندهٔ جهان می‌شود. او با صهیونیسم سیاسی که توسط هرتزل تأسیس شده بود، مخالف بود. هعام انجمن مخفی «بنی موشه» را در ۱۸۸۹ بنیان نهاد و در سال ۱۹۱۶ مجله‌ای منتشر کرد که دیدگاه‌ها و اختلافات او با صهیونیسم سیاسی را بازتاب می‌داد. با وجود مشارکت او در تلاش‌ها برای صدور اعلامیۀ بالفور، از نخستین کسانی بود که به واقعیت بدیهی وجود عرب‌های فلسطین و حقوق ملی آنان در این سرزمین پی برد و نخستین متفکر بزرگ صهیونیست بود که به آثار زیان‌بار ظلم به عرب‌ها بر روح و اخلاق یهودیان هشدار داد. هعام همچنین به نماد اندیشه‌های دوکشوری تبدیل شد. بیشتر عمر خود را در اودسا گذراند، در سال ۱۹۰۷ به لندن و در ۱۹۲۱ به تل‌آویو مهاجرت کرد، و همان‌جا درگذشت. در آن‌جا مجموعه مقالات خود را در چهار جلد با عنوان «در سر دوراهی» گردآورد. نامه‌های او نیز بعدها در شش جلد منتشر شد.

## زندگی اولیه
آشِر گینزبِرگ در شهر اسکویرا، واقع در فرمانداری کی‌یف، امپراتوری روسیه (در اوکراین امروزی)، در خانواده‌ای ثروتمند و پیرو یهودیت حسیدی به دنیا آمد. این شهر در محدودهٔ موسوم به منطقهٔ اسکان یهودیان قرار داشت؛ ناحیه‌ای که در آن، یهودیان طبق قانون مجاز به اقامت بودند. گینزبرگ علاقه‌ای به زادگاهش نداشت و آن را «یکی از تاریک‌ترین نقاط مناطق حسیدی در روسیه» توصیف کرده است.تبعیض ساختاری علیه یهودیان در امپراتوری روسیه و تربیت شدیداً ارتدکس او، در شکل‌گیری هویت ملی‌گرای یهودی او نقش مهمی داشت. گینزبرگ در هشت‌سالگی شروع به یادگیری زبان روسی کرد. پدرش، ایشایا، تا سن ۱۲ سالگی او را به خِدِر (مکتب‌خانهٔ مذهبی سنتی یهودیان) فرستاد. سپس، وقتی پدرش مدیر املاک بزرگی در روستای گوپیتشیتسا در فرمانداری کی‌یف شد، خانواده را به آن‌جا منتقل کرد و برای آموزش پسرش معلم خصوصی گرفت. آشر در تحصیل بسیار موفق بود.
گینزبرگ از جوانی به جنبش هاسکالا علاقه‌مند شد. او به جزم‌اندیشی یهودیت ارتدکس انتقاد داشت و در حدود ۱۶ سالگی کم‌کم از آن فاصله گرفت. با این حال، به میراث فرهنگی خود، به‌ویژه آرمان‌های اخلاقی یهودیت، وفادار ماند. گینزبِرگ در عین حال که خود را نه یک میتناگِد (یهودی ارتدکسِ ضدحسیدی) می‌دانست و نه یک ماسکیل (روشنفکرِ هسکالا)، تنها خود را «اوهِو یسرائل» (دوستدار اسرائیل/عاشق ملت یهود) می‌نامید. او در ۱۷ سالگی با ریوکه شنئرسون ازدواج کرد و صاحب سه فرزند به نام‌های شلومو، لیا و راخل شد.در سال ۱۸۸۶، همراه با والدین، همسر و فرزندانش به اودسا نقل مکان کرد و به کسب‌وکار خانوادگی پیوست.در سال ۱۹۰۸، پس از سفری به فلسطین، گینزبِرگ به لندن رفت تا دفتر نمایندگی شرکت چای ویسوتسکی را اداره کند.
او در اوایل سال ۱۹۲۲ در تل‌آویو ساکن شد و تا سال ۱۹۲۶ به‌عنوان عضو کمیته اجرایی شورای شهر فعالیت داشت. با وجود بیماری‌های مزمن، تا پایان عمر در همان‌جا ماند و در سال ۱۹۲۷ درگذشت.

## آثار
- Ten Essays on Zionism and Judaism, Translated from the Hebrew by Leon Simon, Arno Press, 1973 (reprint of 1922 ed.). شابک ‎۰−۴۰۵−۰۵۲۶۷−۷
- Essays, Letters, Memoirs, Translated from the Hebrew and edited by Leon Simon. East and West Library, 1946.
- Selected Essays, Translated from the Hebrew by Leon Simon. The Jewish Publication Society of America, 1912.
- Nationalism and the Jewish Ethic; Basic Writings of Ahad Ha'am, Edited and Introduced by Hans Kohn. Schocken Books, 1962